# Mandriva Linux

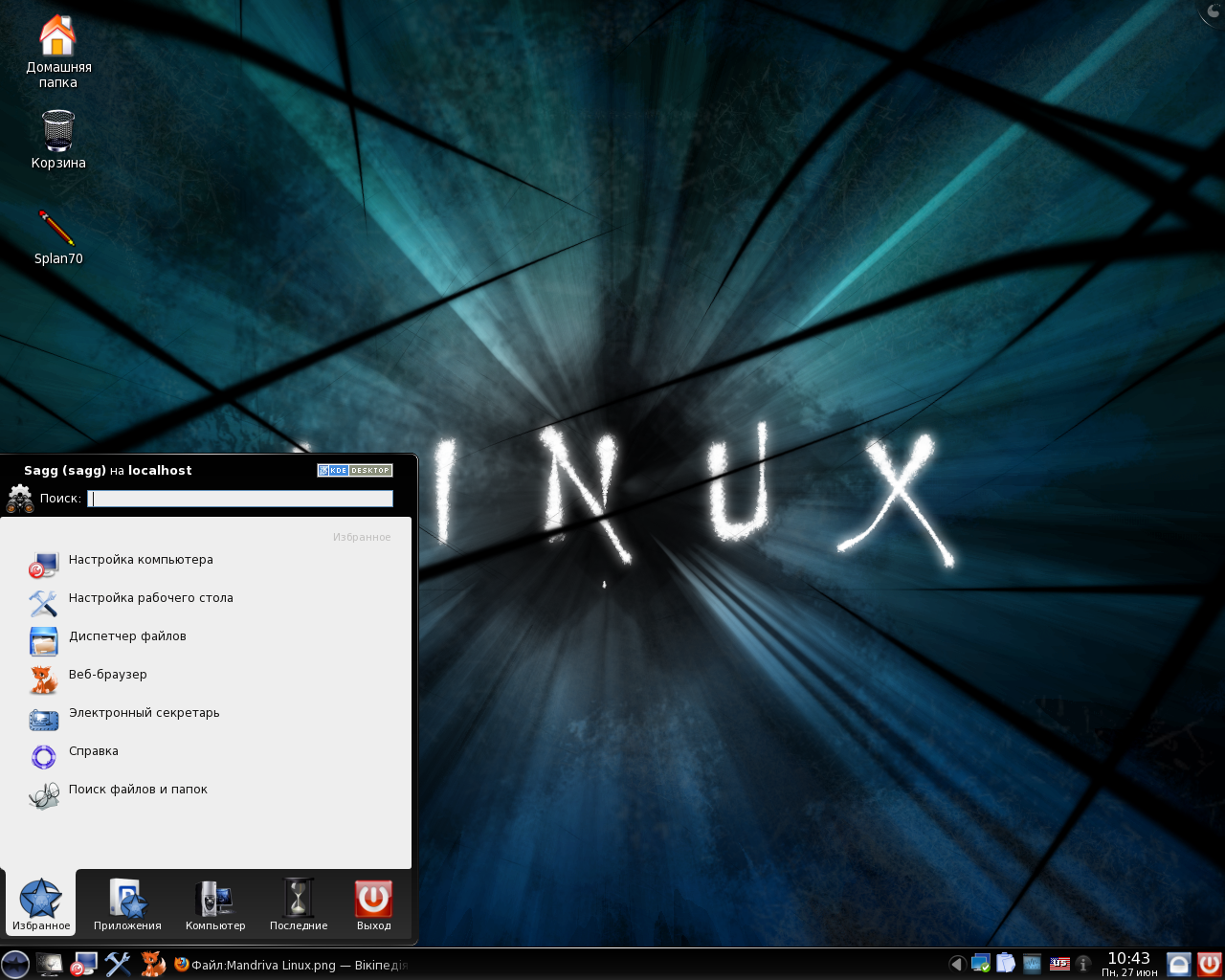
Mandriva Linux

Mandriva Linux (tidigare Mandrakelinux eller Mandrake Linux) var en GNU/Linux-distribution skapad av Mandriva (tidigare MandrakeSoft) som fick sin sista uppdatering i augusti 2011. Den var en de få större linuxdistributioner som riktade sig till hemanvändare snarare än företag.
Den första versionen baserades på Red Hat Linux (version 5.1) & KDE (version 1.0) och släpptes i juli 1998. Det har sedan dess allt mer gått sin egen väg och mindre och mindre av Red Hat finns kvar. Distributionen inkluderade ett antal originalskriva program och hjälpmedel, mest verktyg för att underlätta konfiguration och underhåll av systemet, men även en helt egen pakethanterare, URPMI. Mandriva Linux (då det fortfarande hette Mandrake Linux) skapades av Gaël Duval, som också är en av grundarna av Mandrakesoft.  

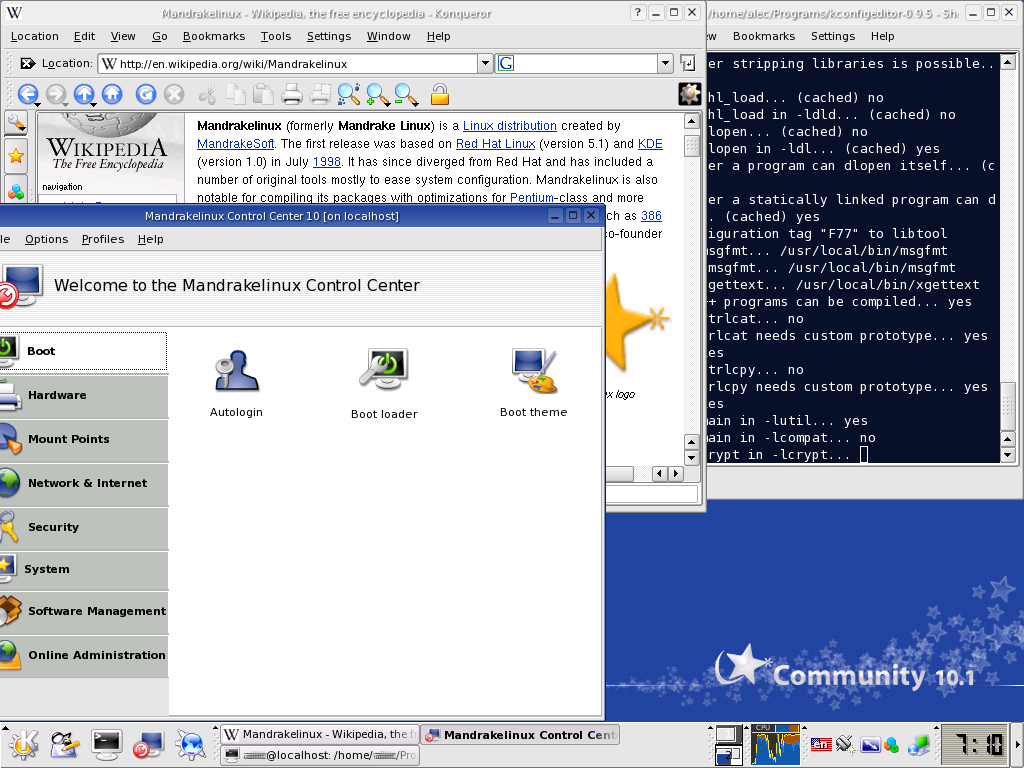
Mandrakelinux 10.1 Community-skrivbord med KDE som skrivbordsmiljö, körande Mandrake Kontrollcenter, Konqueror och Konsole.

## Efter att utvecklingen slutade
Sedan utvecklingen av Mandriva lagts ner i augusti 2011 gick de flesta av utvecklarna till Mageia och många av de resterande senare även till OpenMandriva, som till stor del fortfarande liknar Mandriva.